# Maja Savić
Maja Savić (Berane, 29 de abril de 1976) é uma handebolista profissional montenegrina, medalhista olímpica.
Maja Savić atuou ainda na época da antiga Iugoslávia, após a divisão escolheu Montenegro, ela fez parte do elenco da medalha de prata inédita da equipe montenegrina, em Londres 2012. 